# موشاو شیتوفی
موشاو شیتوفی (انگلیسی: Moshav shitufi؛ عبری: מושב שיתופי‎) نوعی روستای تعاونی و مشارکتی اسرائیلی است که اصول سازمانی آن را در مقیاس همکاری در جایی میان کیبوتز و موشاو قرار می‌گیرد. 